# Хмельнюк Валерій Якович
Вале́рій Я́кович Хмельню́к (16 січня 1945, місто Дніпропетровськ, тепер Дніпро Дніпропетровської області) — український діяч, міський голова Чорноморська Одеської області з 1994 року. Народний депутат України 1-го скликання. Член ЦК КПУ в 1990—1991 роках.

## Біографія
Народився у родині робітника. З 1952 по 1960 рік навчався у школі № 1 міста Одеси, закінчив 8 класів, потім навчався в Одеському залізничному училищі і одночасно в школі робітничої молоді.
У липні 1962 — липні 1964 року — електромонтер Одеського заводу важкого кранобудування імені Січневого повстання.
У липні 1964—1966 роках — служба у прикордонних військах Закавказького прикордонного округу.
Член КПРС з 1965 по 1991 рік.
У 1966—1971 роках — студент географічного факультету Одеського державного університету імені Мечникова, викладач географії.
У 1967—1969 роках — електромонтажник складального цеху Одеського заводу важкого кранобудування імені Січневого повстання.
У січні — листопаді 1969 року — завідувач організаційного відділу Овідіопольського районного комітету ЛКСМУ Одеської області. У листопаді 1969 — листопаді 1970 року — інструктор організаційного відділу Овідіопольського районного комітету КПУ Одеської області.
У листопаді 1970 — листопаді 1971 року — 1-й секретар Овідіопольського районного комітету ЛКСМУ Одеської області.
У листопаді 1971 — липні 1973 року — завідувач організаційного відділу Овідіопольського районного комітету КПУ Одеської області.
У липні 1973 — вересні 1976 року — 2-й секретар Одеського обласного комітету ЛКСМУ.
У 1975—1979 роках — студент факультету економіки Одеського інституту народного господарства, економіст.
У вересні 1976 — грудні 1980 року — 2-й секретар Київського районного комітету КПУ міста Одеси.
У грудні 1980 — березні 1983 року — інструктор, заступник завідувача відділу організаційно-партійної роботи Одеського обласного комітету КПУ.
У березні 1983 — червні 1986 року — 1-й секретар Іллічівського міського комітету КПУ Одеської області.
У червні 1986 — грудні 1987 року — інспектор ЦК КПУ.
У грудні 1987 — 1991 року — 1-й секретар Одеського міського комітету КПУ Одеської області.
18.03.1990 обраний Народним депутатом України I скликання, 2-й тур 43,88 % голосів, 3 претенденти (Таїровський виборчий округ № 300). Член Комісії ВР України з питань планування, бюджету, фінансів і цін.
У лютому 1992—1994 роках — директор Одеського виробничого комбінату Товариства сприяння обороні України.
Із серпня 1994 року шість разів поспіль обирався міським головою міста Чорноморськ Одеської області, набираючи від 52,73 % до 94 % голосів виборців. Входить до складу правління Асоціації міст України.
За часів президентства Януковича був членом «Партії регіонів» (у лютому 2014 року вийшов зі складу). Згодом вступив до партії «БПП „Солідарність“» і на місцевих виборах у 2015 році переобрався від неї на посаду міського голови Чорноморська.

## Родина
Одружений, має доньку Ірину.

## Скандали
- Під час агітації перед місцевими виборами у 2015 році, попри належність до «БПП „Солідарність“», опосередковано агітував і за «Опозиційний блок», що сформувався з колишніх членів «Партії регіонів»: за його словами, якщо населення міста обере членів БПП і ОП, «міська рада буде люкс-торпеда»[3][4].
- У 2016 році українців збурив відеозапис засідання міської ради Чорноморська, де хтось із зали робить Хмельнюку зауваження: «Менше красти треба», — на що той відповів: «Дякую. Я вже не краду взагалі, дорогий мій. Давно. Давно й ніколи»[5].

## Нагороди
- Орден Трудового Червоного Прапора (17.07.1972)
- Орден «За заслуги» III ступеня (9.04.1998)
- Орден «За заслуги» II ступеня (6.12.2001)
- Орден «За заслуги» I ступеня (21.02.2007)
- Почесне звання «Заслужений працівник транспорту України» (22.08.1995)